# Registre de langue
Ne doit pas être confondu avec registre littéraire ou langue à registres.
En sociolinguistique, le terme registre de langue dénomme un type de variété de langue dont on connaît des interprétations diverses, et pour laquelle on trouve d’autres appellations aussi, en fonction de l’école linguistique ou du linguiste.
Dans la linguistique de langue anglaise, pour certains auteurs, par exemple Joshua Fishman, un registre est une variété de langue choisie par le locuteur en fonction de la situation de communication. Ainsi, il y a des registres en fonction du domaine de la communication (des registres techniques et non techniques), en fonction des moyens et de la manière de la communication (certains registres spécifiques à l’écrit et d’autres à l’oral) et en fonction de ce que Fishman appelle le style de la communication, déterminé par la relation entre participants (certains registres spécifiques au style officiel et d’autres au style familier). Dans la linguistique anglophone on trouve en tant qu’exemples de registres le scientifique, le religieux (par exemple celui d’un sermon), celui employé par les parents avec leurs enfants, celui utilisé par un employé avec son supérieur, etc.,.
Avec une interprétation similaire, d’autres linguistes, par exemple William Labov, utilisent le terme « style » à la place de « registre ».
D’autres linguistes utilisent, avec une interprétation semblable, les termes « registre », « style » et « code » en tant que synonymes.
Dans la linguistique roumaine traditionnelle on trouve seulement le terme « syle », avec l’épithète « fonctionnel », limité à ce qu’on y appelle « langue littéraire », autrement dit la variété standard, et interprété autrement que ci-dessus. Ion Coteanu, par exemple, a traité de trois styles : celui de la littérature artistique, le scientifique et le juridique-administratif. À ceux-ci, d’autres auteurs ont ajouté, par exemple, le style de la presse, celui de la conversation, l’oratoire, l’épistolaire et le télégraphique.
De manière semblable, dans la linguistique hongroise traditionnelle, on distingue deux catégories de styles de la « langue littéraire » : sa variété écrite, avec les styles scientifique, juridique-administratif, de la presse et de la littérature artistique, et sa variété orale, avec les styles oratoire et celui de la conversation.
Dans la linguistique française, certains auteurs utilisent les termes « registre de langue » et « niveau de langue » en tant que synonymes. D’autres emploient les deux en rapport avec la même réalité, mais ils les distinguent pour dénommer deux aspects qu’ils lui trouvent. D’autres auteurs encore ne distinguent pas les niveaux des registres et utilisent soit le terme « niveau », soit le terme « registre ».
Parmi les auteurs qui distinguent les niveaux des registres il y en a chez lesquels on trouve des manières différentes de considérer ce que désignent ces termes. L’une de ces manières part de la différence saussurienne entre langue en tant qu’abstraction et parole en tant que sa réalisation concrète. Conformément à cette conception, pour Jean Dubois, par exemple, les niveaux tiennent de la langue et les registres – de la parole. Ainsi, les registres représenteraient les façons d’utilisation concrète, par chaque locuteur, des niveaux de langue,.
Selon certains autres linguistes, les niveaux correspondraient au degré de connaissance de la variété standard de la langue, c’est-à-dire leur utilisation dépendrait du niveau d’instruction des locuteurs. Dans cette vision, on peut distinguer un niveau intellectuel, un niveau moyen et un niveau populaire. Par contre, les registres seraient en rapport avec les situations de communication et peuvent être maîtrisés par un même locuteur, qui peut les utiliser en fonction de celles-ci.
Dans une autre conception, la notion de « style » est également introduite, les niveaux de langue étant considérés la langue écrite, la langue soutenue, la langue courante et la langue parlée, qui auraient pour sous-catégories les registres ou les styles, dont font partie le registre familier, le style littéraire, le style poétique, etc..
Qu’elles soient appelées registres, niveaux, styles ou codes, les variétés de langue ainsi nommées sont utilisées en fonction de deux aspects : les caractéristiques du locuteur et les caractéristiques de la situation de communication. Ce qui tient du locuteur, c’est son niveau d’instruction, la catégorie sociale à laquelle il appartient, ses intentions, son « vouloir-paraître », son éducation familiale, sa capacité ou sa disponibilité à utiliser un registre ou un autre. La situation de communication comporte les caractéristiques du/des destinataire(s) de la communication du même type que celles du locuteur, le degré d’intimité entre le locuteur et le(s) destinataire(s), ainsi que le rapport hiérarchique entre eux.

## Différents registres de langue
Il n’y a pas de limites nettes entre les registres. Ils constituent un continuum où des influences s’exercent entre registres voisins. Dans la littérature linguistique on rencontre des échelles de registres du plus spontané (instinctif) au plus élaboré (dans la linguistique française), ou du plus informel au plus formel (dans la linguistique anglophone) :
À cause du flou à la limite entre les registres, l’appartenance de certains faits de langue à l’un ou à l’autre de deux registres voisins est en grande partie subjective, ce qu’on peut voir parfois dans l’indication différente d’un dictionnaire à l’autre du registre auquel appartient tel ou tel mot, ou dans l’indication de deux registres pour un même mot. Par exemple thune est marqué argotique et populaire dans le TLFi, et familier dans le Larousse en ligne, ou flic est marqué populaire et familier dans le TLFi, mais seulement populaire dans le Larousse.
L’un des phénomènes de l’histoire des langues est le passage des faits de langue d’un registre à l’autre, dans le sens non standard – standard. Ainsi, les mots d’argot perdent dans le temps leur caractère secret et entrent dans des registres non standard, puis certains passent dans des registres standard, par exemple, en français, maquiller ou mégot.
Les caractéristiques linguistiques des registres sont décrites par rapport à celles de la variété standard. La distinction se fait mieux dans le domaine du lexique et moins bien dans celui du phonétisme et celui de la grammaire.

### Dans la linguistique française
Dans la linguistique française, on distingue d’ordinaire trois registres principaux (familier, courant et soutenu), et d’autres à part ceux-ci, qui peuvent être différents d’un auteur à un autre.
Colette Stourdzé a proposé l’échelle des registres ci-dessous (variétés qu’elle appelle « langues ») :
| POPULAIRE   | BON USAGE   | BON USAGE   | BON USAGE   | BON USAGE                        | BON USAGE | BON USAGE | BON USAGE | BON USAGE  |
|             | →           | familière   | →           | courante orale – courante écrite | ←         | soignée   | ←         | littéraire |
| INSTINCTIVE | INSTINCTIVE | INSTINCTIVE | INSTINCTIVE | →                                | ÉLABORÉE  | ÉLABORÉE  | ÉLABORÉE  | ÉLABORÉE   |

#### Registre populaire
C’est le registre le plus spontané. Il est utilisé dans toute situation par les personnes qui n’ont pas un niveau d’instruction suffisant pour maîtriser la variété standard et qui, de ce fait, ne peuvent pas utiliser d’autres registres,. La langue des petits enfants présente des analogies avec ce registre. Il se caractérise par des écarts fréquents et importants par rapport au standard. Charles A. Ferguson a qualifié ce registre de variété « basse », dépourvue de prestige social.
Exemples de registre populaire, :
°Je m’ai blessé pour Je me suis blessé ;
°colidor pour corridor ;
°Vous disez pour vous dites ;
°les chevals pour les chevaux ;
°Si vous m’auriez appelé... pour Si vous m’aviez appelé....

#### Registre familier
Ce registre est en général utilisé dans des situations de communication orales sans contraintes, par des personnes qui connaissent la variété standard, pouvant ainsi passer au moins au registre courant, mais avec les personnes qu’elles tutoient, c’est-à-dire en famille, avec des amis, éventuellement des collègues de travail du même niveau hiérarchique, etc., ils utilisent le registre familier. Celui-ci aussi se caractérise par la spontanéité, son modèle étant oral. À l’écrit il est employé dans la correspondance familiale ou amicale et, dans la littérature artistique, pour rendre la parole dans le même registre. C’est une forme filtrée du registre populaire, dont une partie des faits non standard sont éliminés par l’apprentissage du standard. Cependant, le registre populaire influence le registre familier, qui en prend des mots argotiques à l’origine et des mots vulgaires, mais son vocabulaire est majoritairement formé de mots courants et de mots caractéristiques pour le registre familier. Le locuteur cherche à être expressif en réalisant des effets de style. Du point de vue grammatical, le registre familier utilise des phrases brèves, parfois elliptiques, plutôt que des phrases complexes. De même, il se permet des écarts par rapport au standard, tout en restant dans le cadre du bon usage,. Des exemples de faits de langue du registre familier français sont :
- dans le vocabulaire : claqué[14], esquinté, vanné pour fatigué à l’excès[23] ;
- dans la grammaire :
  - l’omission systématique de la négation ne : j’suis pas v’nu[14], Tu sais pas[11] ;
  - l’interrogation par la simple intonation : Quand il vient ?[12]

#### Registre courant
Ce registre est beaucoup moins spontané que les précédents, comme une conséquence de l’apprentissage du standard. Son emploi est caractéristique entre personnes qui ne se connaissent pas et ont des contacts dans la vie quotidiennes (achats, demande d’informations, contacts avec l’administration, relations professionnelles, etc.) ou entre personnes qui se connaissent sans être proches, qu’ils soient au même niveau hiérarchique ou non. Les mots de ce registre sont ceux compris par quiconque. La grammaire du registre courant est en général conforme au standard, avec des phrases simples. Ce registre est neutre, le locuteur ne cherchant pas à être expressif par des figures de style. Le registre courant a un aspect oral et un autre écrit (ce dernier dans certains articles de presse, par exemple), qui diffèrent entre eux par de légers écarts par rapport au standard dans le premier, tandis que le second le respecte plus scrupuleusement. Ce registre est déjà une variété « haute », de prestige, selon Ferguson.
Des exemples du registre courant parlé sont, selon Stourdzé 1971, des expressions comme ne vous en faites pas ou être collé à un examen.

#### Registre soutenu
Ce registre, appelé aussi « soigné », a un modèle écrit, se situant à l’opposé du registre familier. Il n’est pas du tout spontané mais soigné d’une façon consciente. Il est utilisé par des personnes ayant acquis une culture relativement vaste, dans des milieux socioculturels élevés, dans des communications très polies, dans des cours, des discours, des homélies, etc., et souvent à l’écrit. C’est un registre influencé par la langue de la littérature artistique traditionnelle. Le vocabulaire de ce registre est riche, incluant aussi certains mots rares. Du point de vue grammatical, le standard est scrupuleusement respecté, les phrases sont complexes et bien construites, avec des formes verbales modales et temporelles plus variées que dans les autres registres. Le locuteur cherche parfois à réaliser des effets de style.
Des exemples de registre soutenu sont :
Il faut respecter la liberté d’autrui pour … des autres ;
On a interrogé les témoins de l’accident, lesquels ont donné différentes versions des faits pour … qui ont donné… ;
À quatre-vingts ans, il se levait à 7 heures du matin, ainsi qu’il l’avait toujours fait pour … comme il l’avait toujours fait ;
Le préfet de police ordonna que la foule se dispersât pour … a ordonné que la foule se disperse.

#### Registre littéraire ou très soutenu
Selon Strourdzé 1971, ce registre correspond à la langue de la littérature artistique traditionnelle. Employé dans la communication orale, il est appelé « très soutenu » ou « recherché » par Grevisse et Goosse 2007, son utilisation impliquant le souci de ses utilisateurs de le distinguer de l’usage ordinaire. Il devient affecté ou précieux quand il est mené à l’excès ou quand il est inadéquat dans une certaine situation de communication.

#### Exemples contrastés de registres différents
| Familier               | Courant                    | Soutenu                    |
| ---------------------- | -------------------------- | -------------------------- |
| passer l’arme à gauche | mourir                     | trépasser.                 |
| J’en sais rien         | Je ne sais pas             | Je ne saurais vous le dire |
| Quand il vient ?       | Quand est-ce qu’il vient ? | Quand vient-il ?           |

### Dans la linguistique anglophone
L’une des échelles de registres de cette linguistique est celle ci-dessous, proposée par Martin Joos. Les registres qu’il a distingués ne correspondent que partiellement à ceux de la linguistique française, principalement parce qu’il n’a pas pris en compte le niveau d’instruction des locuteurs.
Le registre intime est le plus informel, employé par des interlocuteurs très proches, des couples, des membres de la même famille, des amis intimes. Il se caractérise par des phrases brèves, souvent elliptiques, sans souci pour le choix des mots et pour le respect des règles grammaticales. Il inclut aussi des messages non verbaux.
Le registre décontracté  (en anglais casual) est employé entre amis non intimes, des collègues au travail, des gens réunis par leurs loisirs. Il implique des mots non standard, y compris argotiques, des énoncés pas très bien structurés, elliptiques, avec des répétitions. Les interruptions du discours de l’interlocuteur sont habituelles.
Le registre consultatif est moins spontané que le décontracté. Il est employé par exemple au travail, lors de discussions en groupe, lors de négociations, ou avec des interlocuteurs non natifs. Il est aussi utilisé par des interlocuteurs entre lesquels il y a une certaine différence de statut, par exemple professeur – élève ou étudiant, médecin – patient, spécialiste – novice, etc., mais la communication est bidirectionnelle. Les interlocuteurs peuvent s’interrompre l’un l’autre. Du point de vue grammatical, ce registre est proche du standard, mais comporte des énoncés brefs. Il peut intégrer certains mots argotiques ou des mots improprement choisis.
Le registre formel est utilisé dans des situations officielles, lors de discussions sur des questions sérieuses, souvent dans des communications unidirectionnelles, par exemple lors de conférences. Les interlocuteurs ne se coupent pas la parole. Le vocabulaire, le phonétisme et les traits grammaticaux de ce registre sont conformes au standard.
Le registre figé (en anglais frozen ou static) est le plus formel et principalement écrit. C’est celui de textes comme le Serment d'allégeance au drapeau des États-Unis. Il est parlé dans des cérémonies et est caractérisé par un vocabulaire contenant des mots rares, y compris archaïques, et par des phrases complexes développées.

## Emploi des registres
L’utilisation des registres de façon adéquate aux situations de communication est une exigence sociale. Leur emploi inapproprié représente un écart par rapport aux normes de comportement. Un locuteur qui apprend une langue, ou même un locuteur natif, peut faire non seulement des erreurs de prononciation, lexicales et grammaticales, mais aussi de registre, si celui qu’il emploie n’est pas approprié à la situation de communication dans laquelle il se trouve. Si, par exemple, dans un entourage où tous utilisent le registre courant, une personne s’exprime en langue soutenue, les autres ressentent comme une fausse note.
Les locuteurs qui maîtrisent au moins le registre courant, sont capables de ce qu’on appelle « alternance codique », c’est-à-dire d’employer les registres qu’ils connaissent, conformément aux situations de communication qui les exigent, mais aussi d’introduire des éléments de registres différents dans le cadre de la même situation, pour nuancer l’expression, par exemple pour exprimer du sérieux à un moment et de l’ironie à un autre.